# Tigris színre lép
A Tigris színre lép (eredeti cím: The Tigger Movie) 2000-ben bemutatott amerikai 2D-s számítógépes animációs film, amely a Micimackó című filmsorozata alapján készítette a Walt Disney. Az animációs játékfilm rendezője Jun Falkenstein, producerei Cheryl Abood, Jennifer Blohm és Richmond Horine. A forgatókönyvet Eddie Guzelian írta, a zenéjét Harry Gregson-Williams szerezte. A mozifilm a Walt Disney Pictures és a DisneyToon Studios gyártásában készült, a Buena Vista Pictures forgalmazásában jelent meg. Műfaja zenés filmvígjáték.
Amerikában 2000. február 11-én, Magyarországon 2000. június 15-én mutatták be a mozikban.
Az eredeti elképzelés szerint nem Micimackó lett volna a főszereplő – Tigris. A sikernek köszönhetően 2003-ban Malacka filmje, 2004-ben Zsebibaba filmje készült el.

## Cselekmény
|  | Alább a cselekmény részletei következnek! |

A címszereplő rádöbben, hogy bár a tigrisek általában mindent szeretnek, de a magányt azt egyáltalán nem szeretik, ezért elindul, hogy felkutassa a Százholdas Pagonyt és megtalálja a "legeslegterebélyesebb" családfát, ami csak létezik. Mivel próbálkozásai sikertelennek bizonyulnak, barátai tigrisjelmezekbe öltözve, családjaként próbálják jobb kedvre deríteni. A kísérlet azonban balul sül el, mert Tigris csak még szomorúbb lesz, és elkeseredettségében a hideg téli viharba veti magát, hogy megtalálja valódi családját. Ekkor Micimackó, Malacka, Nyuszi, Zsebibaba és Füles expedíciót indítanak, ezúttal nem az Északi-Sark, hanem féktelen barátjuk megtalálására, és a film végére Tigris rájön, hogy valójában sosem volt magányos, hisz barátai akik szeretik és vigyáznak rá mindig is vele voltak.
|  | Itt a vége a cselekmény részletezésének! |